# Piependammer Siel

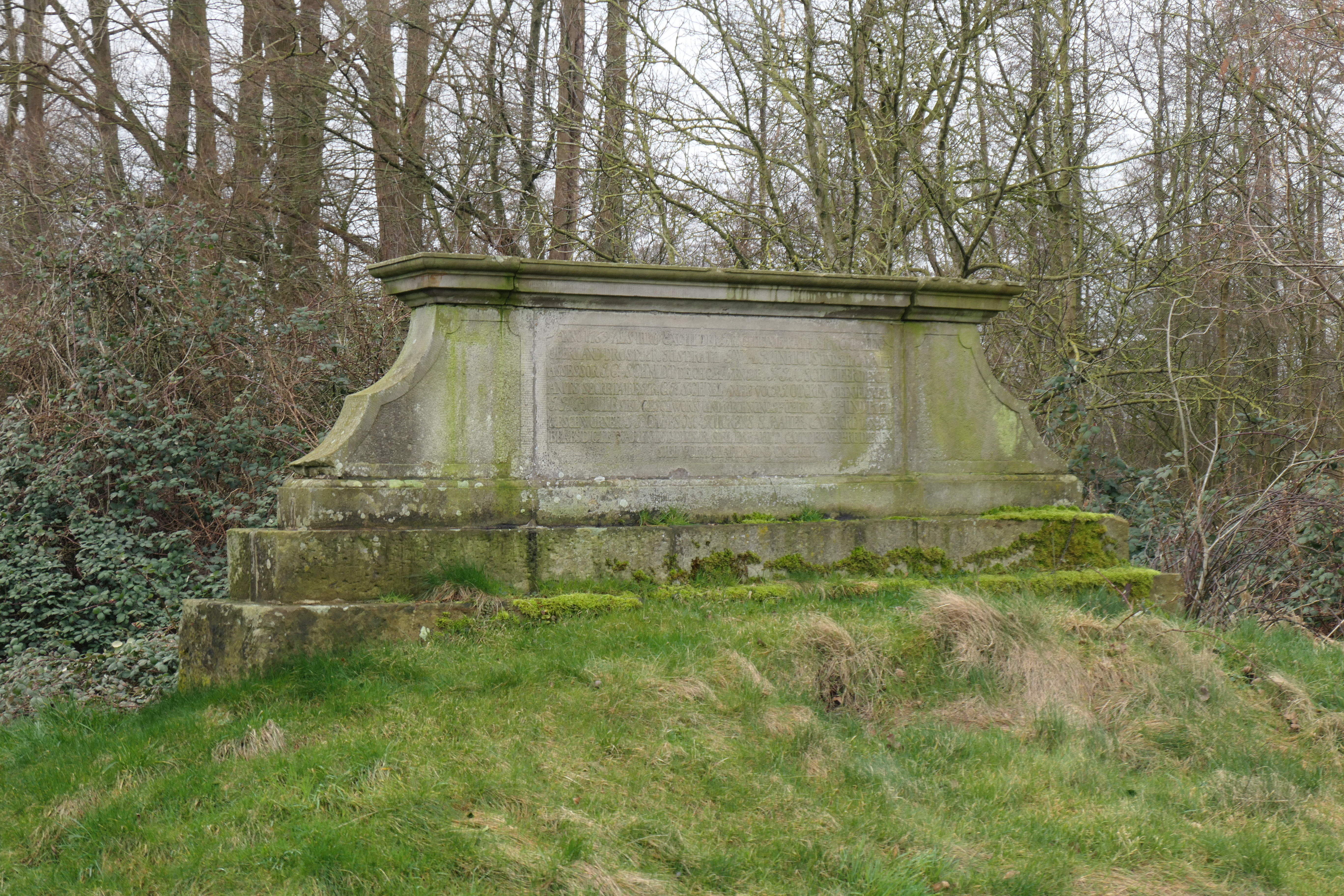
Binnenhaupt des Piependammer Siels (2024)

Das Piependammer Siel ist ein aufgegebenes Siel in der Bauerschaft Weserdeich, Gemeinde Berne, im niedersächsischen Landkreis Wesermarsch. 
1769 wurde ein Kanal von der Ollen zur Weser mit einem Siel in Piependamm gebaut. Die Ollen entwässert seit alters her das Stedinger Land. Der neu gegrabene, gut einen Kilometer lange Kanal und das Siel sollen vor Überschwemmungen in Extremzeiten schützen. 
Nach Inbetriebnahme des Lichtenberger Siels an der Ollenmündung 1929 wurde das Siel in Piependamm aufgegeben und 1963 als Konsequenz aus der Sturmflut 1962 endgültig geschlossen. Von dem Siel ist das Binnenhaupt aus Sandstein erhalten geblieben.